# Eliza McCardle Johnson
Eliza McCardle Johnson, född 4 oktober 1810 i Telford, Tennessee, död 15 januari 1876 i Greene County, Tennessee; amerikansk presidentfru 1865-1869, gift med president Andrew Johnson.

## Biografi
Eliza McCardle Johnson var dotter till en skomakare. När hon som sextonårig skolflicka bodde med sin mor, som blivit änka, i Greeneville, Tennessee, lärde hon känna skräddaren Andrew Johnson. De gifte sig den 5 maj 1827. Hon upptäckte att han knappt kunde läsa eller skriva och undervisade honom i dessa ämnen under de påföljande åren. Paret fick fem barn, varav ett dog i späd ålder.
När hennes make helt oväntat blev USA:s president 1865 efter mordet på Abraham Lincoln sade hon till en besökare: "Vi är mycket enkla människor från Tennessee som bara tillfälligt är i en hög ställning, och ni får inte förvänta er för mycket av oss vad gäller sällskapsvanor."
Plikterna som första dam sköttes av presidentparets två döttrar, Martha David Pattersson och Mary Daniel Stover. Själv led hon av tuberkulos och tillbringade mesta tiden under makens ämbetstid i sina privata rum. Som presidentfru medverkade hon offentligt bara två gånger: på en mottagning för drottning Emma av Hawaii 1866, och på makens födelsedag 1867.